# Liste der Gefängnisse in Niger

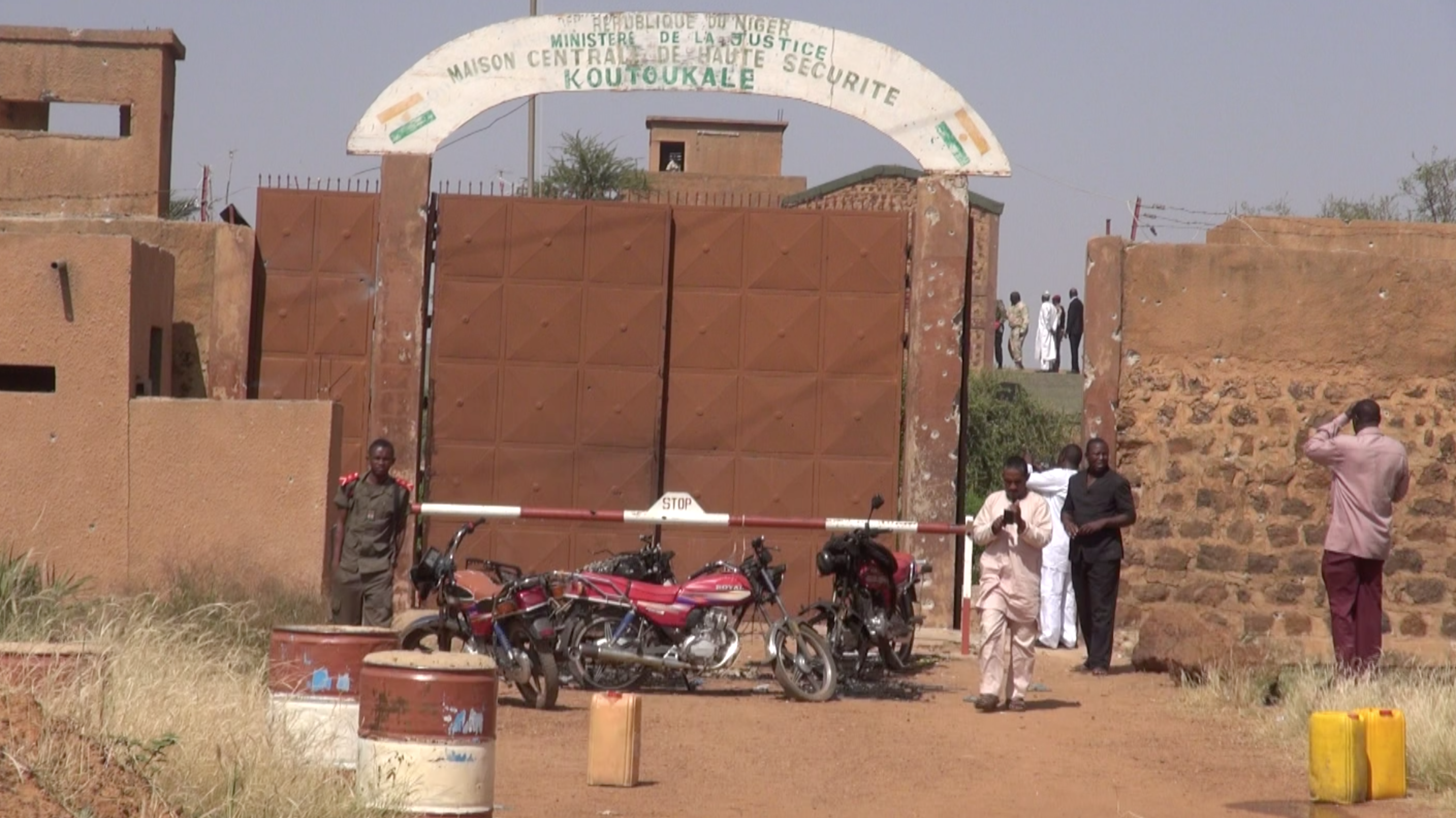
Hochsicherheitsgefängnis Koutoukalé in Niger (2016)

Die Liste der Gefängnisse in Niger ist nach Name der Anstalt, Gemeinde, Region, Gründungsjahr und Aufnahmekapazität an Insassen sortierbar. Sie umfasst alle Gefängnisse in Niger.

## Liste
| Name                                                | Gemeinde       | Region    | Gründungs- jahr | Aufnahme- kapazität |
| --------------------------------------------------- | -------------- | --------- | --------------- | ------------------- |
| Haftanstalt Abalak                                  | Abalak         | Tahoua    | 2003            | 200                 |
| Haftanstalt Agadez                                  | Agadez         | Agadez    | 1940            | 250                 |
| Haftanstalt Aguié                                   | Aguié          | Maradi    | 2019            | 250                 |
| Haftanstalt Arlit                                   | Arlit          | Agadez    | 1985            | 150                 |
| Haftanstalt Bilma                                   | Bilma          | Agadez    | 1960            | 50                  |
| Haftanstalt Birni-N’Konni                           | Birni-N’Konni  | Tahoua    | 1981            | 600                 |
| Haftanstalt Boboye                                  | Birni N’Gaouré | Dosso     | 1962            | 250                 |
| Haftanstalt Bouza                                   | Bouza          | Tahoua    | 1960            | 120                 |
| Haftanstalt Dakoro                                  | Dakoro         | Maradi    | 1947            | 120                 |
| Haftanstalt Diffa                                   | Diffa          | Diffa     | 1974            | 100                 |
| Haftanstalt Dogondoutchi                            | Dogondoutchi   | Dosso     | 1950            | 150                 |
| Haftanstalt Dosso                                   | Dosso          | Dosso     | 1920            | 100                 |
| Haftanstalt Filingué                                | Filingué       | Tillabéri | 1934            | 300                 |
| Haftanstalt Gaya                                    | Gaya           | Dosso     | 1914            | 400                 |
| Haftanstalt Gouré                                   | Gouré          | Zinder    | 1912            | 150                 |
| Haftanstalt Guidan Roumdji                          | Guidan Roumdji | Maradi    | 2007            | 300                 |
| Haftanstalt Illéla                                  | Illéla         | Tahoua    | 1994            | 80                  |
| Haftanstalt Keita                                   | Keita          | Tahoua    | 1958            | 190                 |
| Haftanstalt Loga                                    | Loga           | Dosso     | 2017            | 250                 |
| Haftanstalt Madaoua                                 | Madaoua        | Tahoua    | 1920            | 150                 |
| Haftanstalt Madarounfa                              | Madarounfa     | Maradi    | 2019            | 250                 |
| Haftanstalt Magaria                                 | Magaria        | Zinder    | 1945            | 120                 |
| Haftanstalt Maïné-Soroa                             | Maïné-Soroa    | Diffa     | 1956            | 50                  |
| Haftanstalt Maradi                                  | Maradi         | Maradi    | 1956            | 350                 |
| Haftanstalt Matamèye                                | Matamèye       | Zinder    | 1985            | 100                 |
| Haftanstalt Mayahi                                  | Mayahi         | Maradi    | 2004            | 250                 |
| Haftanstalt N’Guigmi                                | N’Guigmi       | Diffa     | 1997            | 300                 |
| Haftanstalt Niamey                                  | Niamey         | Niamey    | 1947            | 445                 |
| Haftanstalt Ouallam                                 | Ouallam        | Tillabéri | 1947            | 80                  |
| Haftanstalt Say                                     | Say            | Tillabéri | 2000            | 250                 |
| Haftanstalt Tahoua                                  | Tahoua         | Tahoua    | 1939            | 450                 |
| Haftanstalt Tanout                                  | Tanout         | Zinder    | 1948            | 100                 |
| Haftanstalt Tchintabaraden                          | Tchintabaraden | Tahoua    | 1958            | 100                 |
| Haftanstalt Téra                                    | Téra           | Tillabéri | 1947            | 250                 |
| Haftanstalt Tessaoua                                | Tessaoua       | Maradi    | 1921            | 250                 |
| Haftanstalt Tillabéri                               | Tillabéri      | Tillabéri | 1950            | 150                 |
| Haftanstalt Zinder                                  | Zinder         | Zinder    | 1905            | 700                 |
| Hochsicherheitsgefängnis Koutoukalé                 | Karma          | Tillabéri | 2003            | 250                 |
| Jugendhaftanstalt Dakoro                            | Dakoro         | Maradi    | 1952            | 100                 |
| Zentrum für berufliche Wiedereingliederung Daïkaïna | Tillabéri      | Tillabéri | 1964            | 300                 |
| Zentrum für berufliche Wiedereingliederung Kollo    | Kollo          | Tillabéri | 1985            | 1500                |